# Brașov Challenger 2012
Il Brașov Challenger 2012, noto anche come BRD Brașov Challenger, è stato un torneo professionistico di tennis maschile giocato sulla terra rossa. È stata la 17ª edizione del torneo, facente parte dell'ATP Challenger Tour nell'ambito dell'ATP Challenger Tour 2012. Si è giocato a Brașov in Romania dal 3 al 9 settembre 2012.

## Partecipanti

### Teste di serie
| Nazionalità          | Giocatore             | Ranking* | Testa di serie |
| -------------------- | --------------------- | -------- | -------------- |
| Romania              | Victor Hănescu        | 102      | 1              |
| Romania              | Adrian Ungur          | 110      | 2              |
| Croazia              | Antonio Veić          | 135      | 3              |
| Austria              | Andreas Haider-Maurer | 156      | 4              |
| Spagna               | Javier Martí          | 180      | 5              |
| Spagna               | Arnau Brugués-Davi    | 185      | 6              |
| Bosnia ed Erzegovina | Damir Džumhur         | 208      | 7              |
| Romania              | Marius Copil          | 217      | 8              |

- 1 Ranking al 27 agosto 2012.

### Altri partecipanti
Giocatori che hanno ricevuto una wild card:
- Andrei Ciumac
- Victor Crivoi
- Petru-Alexandru Luncanu
- Florin Mergea

Giocatori che sono passati dalle qualificazioni:
- Matteo Fago
- Marc Giner
- Hans Podlipnik-Castillo
- Goran Tošić

## Campioni

### Singolare
- Andreas Haider-Maurer ha battuto in finale  Adrian Ungur, 3-6, 7-5, 6-2

### Doppio
- Marius Copil /  Victor Crivoi hanno battuto in finale  Andrei Ciumac /  Oleksandr Nedovjesov, 6(8)–7, 6-4, [12-10]